# Walter Brandi
Pour les articles homonymes, voir Brandi.
Walter Brandi, né Walter Bigari le 28 janvier 1928 à Pergola (Marches) et mort le 28 mai 1996 à Rome (Latium), est un acteur et producteur de cinéma italien.
Après avoir fait ses débuts à l'écran au début des années 1950 et participé à quelques films en tant qu'acteur secondaire, il devient, à partir de 1960, l'une des principales vedettes du films d'épouvante italien, donnant vie à plusieurs personnages de vampires, au point d'être surnommé le « Dracula italien ».

## Biographie
Il commence à interpréter ses premiers rôles d'acteur au début des années 1950. Ses premiers films sont Messaline en 1951 et Affaires de fou ainsi que Ulysse en 1954. Il joue souvent dans des films centrés sur les vampires, comme en 1960 dans La Maîtresse du vampire et Des filles pour un vampire et en 1962 dans Le Massacre des vampires. En 1965, il a joué le rôle de Rick dans Vierges pour le bourreau. À partir du milieu des années 1960, il se concentre sur la production cinématographique. Il produit surtout des films d'exploitation et des films érotiques. En 1969, il joue le rôle d'Armand Landru dans Commissaire X et les trois serpents d'or.
Au début des années 1970, il a produit les westerns spaghetti Wanted Sabata (1970) et Durango encaisse ou tue (1971). Après un dernier rôle en 1977 dans Hôtel du plaisir pour SS, il n'était plus producteur que sous son nom civil. Dans son livre sur les films d'exploitation européens, Danny Shipka décrit Brandi comme « de fait, l'une des premières vedettes de l'horreur / exploitation italienne », tout en notant qu'il n'a jamais été aussi populaire que les acteurs britanniques Christopher Lee, Barbara Steele ou Peter Cushing.
Brandi est décédé le 28 mai 1996 à Rome, à l'âge de 68 ans.

## Filmographie

### Acteur de cinéma
- 1951 : Messaline (Messalina) de Carmine Gallone
- 1954 : Affaires de fou (Cose da pazzi) de Georg Wilhelm Pabst
- 1954 : Ulysse (Ulisse) de Mario Camerini
- 1956 : Serenata al vento de Luigi Latini De Marchi
- 1956 : Retaggio di sangue de Max Calandri (it)
- 1957 : Le Soleil reviendra (it) (Il sole tornerà) de Ferdinando Merighi
- 1959 : Deux Sauvages à la cour (Due selvaggi a corte) de Ferdinando Baldi
- 1959 : I mafiosi (it) de Roberto Mauri
- 1960 : La Maîtresse du vampire (L'amante del vampiro) de Renato Polselli
- 1960 : Des filles pour un vampire (L'ultima preda del vampiro) de Piero Regnoli
- 1961 : La Grande Vallée (it) (La grande vallata) d'Angelo Dorigo
- 1962 : Le Massacre des vampires (La strage dei vampiri) de Roberto Mauri
- 1962 : L'Épervier des Caraïbes (Lo sparviero dei Caraibi) de Piero Regnoli
- 1962 : Le Chevalier masqué (Il segno del vendicatore) de Roberto Mauri
- 1962 : Le due leggi (it) d'Edoardo Mulargia
- 1963 : Le Pirate du diable (Il pirata del diavolo) de Roberto Mauri
- 1963 : Zorikan lo sterminatore (it) de Roberto Mauri
- 1964 : L'Orgie des vampires (Il mostro dell'opera) de Renato Polselli
- 1964 : Les Trois Centurions (I tre centurioni) de Roberto Mauri
- 1965 : Le Cimetière des morts-vivants (Cinque tombe per un medium) de Massimo Pupillo
- 965 : Vierges pour le bourreau (Il boia scarlatto) de Massimo Pupillo
- 1969 : Commissaire X et les trois serpents d'or (Kommissar X - Drei goldene Schlangen) de Roberto Mauri
- 1977 : Hôtel du plaisir pour SS (Casa privata per le SS) de Bruno Mattei